# Guglielmo Oppezzo
Guglielmo Oppezzo detto Memo (Balzola, 11 giugno 1926 – Torino, 22 aprile 1978) è stato un calciatore italiano, di ruolo mediano.

## Carriera
Ha esordito in Serie A con la maglia del Novara il 13 novembre 1949 in Novara-Venezia (5-1).
Ha giocato in massima serie anche con le maglie di Sampdoria e Juventus, collezionando complessivamente 199 presenze e 12 reti. Ha inoltre militato in Serie B con le maglie di Pro Vercelli e Palermo, totalizzando 80 presenze fra i cadetti.
Durante la sua militanza nella Sampdoria ha collezionato una presenza nella Nazionale Under-21 e una nella Nazionale Under-23.